# Slavum wertheimae
Slavum wertheimae är en insektsart. Slavum wertheimae ingår i släktet Slavum och familjen långrörsbladlöss. Inga underarter finns listade i Catalogue of Life.